# Eugenia constanzae
Eugenia constanzae är en myrtenväxtart som beskrevs av Brother Alain. Eugenia constanzae ingår i släktet Eugenia och familjen myrtenväxter. Inga underarter finns listade i Catalogue of Life.